# 兵庫県道256号三川下岡線
兵庫県道256号三川下岡線（ひょうごけんどう256ごう みかわしもおかせん）は、兵庫県美方郡香美町を通る一般県道である。

## 概要
美方郡香美町香住区三川から美方郡香美町香住区下岡に至る。

### 路線データ
- 起点：美方郡香美町香住区三川
- 終点：美方郡香美町香住区下岡（佐津インター前交差点、山陰近畿自動車道 佐津IC）
- 総延長：9.637 km

## 地理

### 通過する自治体
- 美方郡香美町

### 交差する道路
| 交差する道路                             | 交差する場所 | 交差する場所                         |
| ---------------------------------------- | ------------ | ------------------------------------ |
| 香美町道佐津下岡線                       | 香住区下岡   |                                      |
| E9 山陰近畿自動車道 / 香住道路 国道178号 | 香住区下岡   | 佐津インター前交差点 / 終点 1 佐津IC |

### 沿線
- 三川権現社